# Danijela Đurović
Danijela Đurović, cyr. Данијела Ђуровић (ur. 27 marca 1973 w Kotorze) – czarnogórska polityk i działaczka samorządowa, w latach 2022–2023 przewodnicząca Zgromadzenia Czarnogóry.

## Życiorys
Absolwentka zarządzania na Uniwersytecie w Belgradzie. Magisterium z ekologii i ochrony środowiska uzyskała na Uniwersytecie Czarnogóry w Podgoricy. Pracowała jako kierownik działu handlowego w przedsiębiorstwie Generalmarket w Belgradzie, następnie na kierowniczych stanowiskach w firmie Čistoća w Herceg Novi.
Zaangażowała się w działalność polityczną w ramach Socjalistycznej Partii Ludowej Czarnogóry. Związana z samorządem gminy Herceg Novi, pełniła funkcję przewodniczącej rady, a w 2017 objęła stanowisko zastępczyni burmistrza. W 2020 z ramienia wielopartyjnej koalicji uzyskała mandat deputowanej do parlamentu Czarnogóry. W kwietniu 2022 została wybrana na urząd przewodniczącego parlamentu. W maju 2023 zrezygnowała z członkostwa w SNP. W tym samym roku zakończyła pełnienie funkcji przewodniczącej parlamentu.